# Kyanoviridae

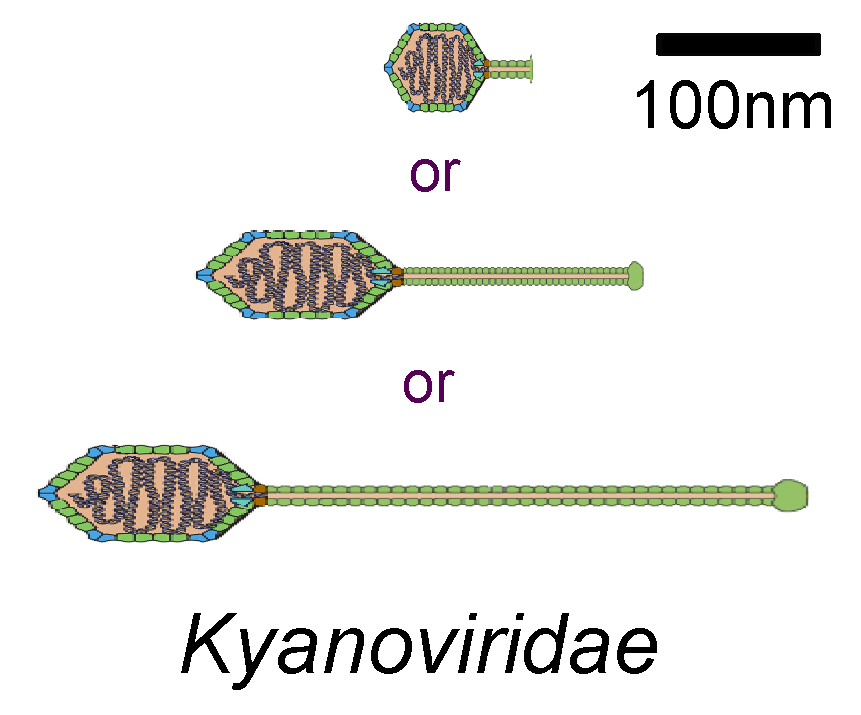
Schemazeichnung (Bandbreite der Morphologien)

Kyanoviridae ist die Bezeichnung für eine Familie von Viren mit sog. Kopf-Schwanz-Aufbau (Klasse Caudoviricetes), die Cyanobakterien infizieren (solche bakteriellen Viren werden auch Bakteriophagen, genauer Cyanophagen, genannt).
Die Familie wurde im März/April 2022 vom International Committee on Taxonomy of Viruses (ICTV) eingerichtet.

## Forschungsgeschichte
Diese Familie wurde vom ICTV eingerichtet, um alle T4-ähnlichen Cyanophagen zusammenzufassen.
Die T4-ähnlichen Phagen, die dagegen histotrophe Bakterien infizieren, wurden stattdessen in der Familie Straboviridae zusammengefasst.
Phylogenetische Analysen zeigen eine tiefe Verzweigung zwischen den seinerzeit neu gebildeten Familien Straboviridae und Kyanoviridae.

## Etymologie
Der Name der Familie Kyanoviridae leitet sich ab von ihren Wirten, den Cyanobakterien (altgriechisch κύανος kyanos, deutsch ‚blau‘, ‚cyan‘): versehen mit dem Suffix ‚-viridae‘ für Virusfamilien.

## Systematik
Innere Systematik der Familie Kyanoviridae gemäß International Committee on Taxonomy of Viruses (ICTV) mit Stand Anfang März 2025 (MSL#40.1):
Familie Kyanoviridae (54 Gattungen)
- Gattung Acionnavirus
  - Spezies Acionnavirus monteraybay (Synechococcus-Virus SMbCM100), mit
Synechococcus phage S-MbCM100 (Synechococcus-Phage S-MbCM100, Referenz, „Exemplar“)
Synechococcus phage ACG-2014a (Synechococcus-Phage ACG-2014a)

- Gattung Ahtivirus
  - Spezies Ahtivirus sagseatwo (Synechococcus-Virus SShM2), mit
Synechococcus phage S-ShM2 (Synechococcus-Phage S-ShM2, Referenz, „Exemplar“)
Cyanophage S-RIM14 (S-RIM14.1 und S-RIM14.2(#))
Cyanophage S-SSM2

- Gattung Alisovirus
  - Spezies Alisovirus socal22, mit Synechococcus phage S-CAM22 (Synechococcus-Phage S-CAM22)

- Gattung Anaposvirus
  - Spezies Anaposvirus socalone (Synechococcus-Virus SCAM1), mit Synechococcus phage S-CAM1 (Synechococcus-Phage S-CAM1)

- Gattung Atlauavirus
  - Spezies Atlauavirus acg2014f (Synechococcus-Virus ACG2014f), mit Synechococcus phage ACG-2014f_Syn7803C7
  - Spezies Atlauavirus caeruleum (Synechococcus-Virus ACG2014fSyn7803US26), mit Synechococcus phage ACG-2014f_Syn7803US26(#)
  - Spezies Atlauavirus tusconc8 (Synechococcus-Virus AC2014fSyn7803C8), mit Synechococcus phage ACG-2014f_Syn7803C8

- Gattung Bellamyvirus
  - Spezies Bellamyvirus bellamy (Synechococcus-Virus Bellamy), mit Synechococcus phage Bellamy(#)

- Gattung Bristolvirus
  - Spezies Bristolvirus rhodeisland, mit Cyanophage S-RIM32(#)

- Gattung Brizovirus
  - Spezies Brizovirus rhodeisland01, mit Cyanophage S-RIM12 isolate RW_01_0310
  - Spezies Brizovirus rhodeisland06, mit Cyanophage S-RIM12 isolate RW_06_0310
  - Spezies Brizovirus syn33 (Prochlorococcus-Virus Syn33), mit Prochlorococcus phage Syn33

- Gattung Chalconvirus
  - Spezies Chalconvirus acg2014e, mit Synechococcus phage ACG-2014e
  - Spezies Chalconvirus acg2014i, mit Synechococcus phage ACG-2014i

- Gattung Charybdisvirus
  - Spezies Charybdisvirus scam3 (Synechococcus-Virus SCAM3), mit Synechococcus phage S-CAM3

- Gattung Cymopoleiavirus
  - Spezies Cymopoleiavirus swam2 (Synechococcus-Virus SWAM2), mit Synechococcus phage S-WAM2

- Gattung Emcearvirus
  - Spezies Emcearvirus gerard, mit Cyanophage P-RSM1

- Gattung Galenevirus
  - Spezies Galenevirus mbcm1, mit Synechococcus phage metaG-MbCM1

- Gattung Gibbetvirus
  - Spezies Gibbetvirus rsm4, mit Synechococcus phage S-RSM4 (Synechococcus-Phage S-RSM4)

- Gattung Glaucusvirus
  - Spezies Glaucusvirus ssm5, mit Synechococcus phage S-SSM5 (Synechococcus-Phage S-SSM5)

- Gattung Greenvirus
  - Spezies Greenvirus ssm4 (Synechococcus-Virus SSM4), mit Synechococcus phage S-SSM4 (Synechococcus-Phage S-SSM4)[6]
  - Spezies „Cyanophage S-SSM6b“ (syn. „Cyanophage 8109-2b“)(#)

- Gattung Haifavirus
  - Spezies Haifavirus tim68, mit Prochlorococcus phage P-TIM68 (Prochlorococcus-Phage P-TIM68)(#)

- Gattung Huanghaivirus[7]
  - Spezies Huanghaivirus snothree, mit Synechococcus phage S-N03 (Synechococcus-Phage S-N03)

- Gattung Kanaloavirus
  - Spezies Kanaloavirus scam9, mit Synechococcus phage S-CAM9

- Gattung Leucotheavirus
  - Spezies Leucotheavirus sp4 (Synechococcus-Virus SP4), mit Synechococcus phage S-P4
  - Spezies Leucotheavirus syn30 (Synechococcus-Virus Syn30), mit Synechococcus phage Syn30

- Gattung Libanvirus
  - Spezies Libanvirus ptim40, mit Cyanophage P-TIM40(#)

- Gattung Lipsvirus
  - Spezies Lipsvirus ssm7, mit Synechococcus phage S-SSM7 (Synechococcus-Phage S-SSM7)

- Gattung Lowelvirus
  - Spezies Lowelvirus tuscon4d, mit Synechococcus phage ACG-2014d

- Gattung Macariavirus
  - Spezies Macariavirus tuscon14g, mit Synechococcus phage ACG-2014g

- Gattung Makaravirus
  - Spezies Makaravirus thirtyfour, mit Synechococcus phage S-H34

- Gattung Makelovirus
  - Spezies Makelovirus prm1 (Synechococcus virus S-PRM1) mit Cyanophage S-PRM1

- Gattung Mazuvirus
  - Spezies Mazuvirus scam7, mit Synechococcus phage S-CAM7 isolate 0910CC49

- Gattung Namakavirus
  - Spezies Namakavirus smbcm6, mit Synechococcus phage S-MbCM6

- Gattung Neptunevirus
  - Spezies Neptunevirus srim18 (Synechococcus-Virus SRIM8), mit Synechococcus phage S-RIM8
  - Spezies Neptunevirus srim50 (Synechococcus-Virus SRIM50), mit Cyanophage S-RIM50

- Gattung Nereusvirus
  - Spezies Nereusvirus tusconc4 (Synechococcus-Virus ACG2014bSyn9311C4), mit Synechococcus phage ACG-2014b
  - Spezies Nereusvirus tusconc61 (Synechococcus-Virus ACG2014bSyn7803C61), mit Synechococcus phage ACG-2014b

- Gattung Neritesvirus
  - Spezies Neritesvirus scam8, mit Synechococcus phage S-CAM8

- Gattung Nerrivikvirus
  - Spezies Nerrivikvirus srim2 (Synechococcus-Virus SRIM2), mit Synechococcus phage S-RIM2 [R1_1999]

- Gattung Nilusvirus
  - Spezies Nilusvirus ssm2, mit Synechococcus phage S-SM2 (Synechococcus-Phage S-SM2)

- Gattung Nodensvirus

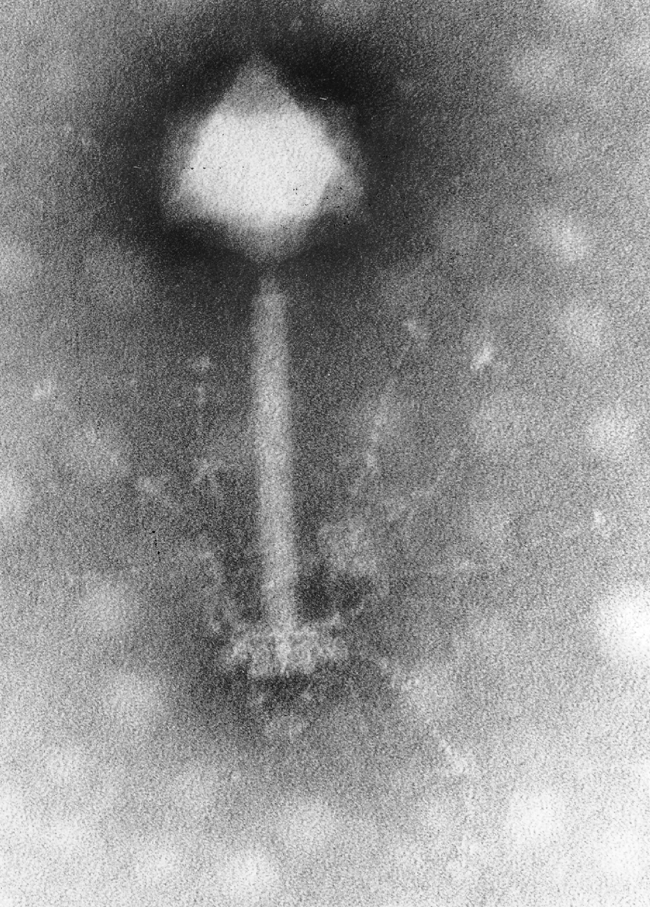
TEM-Aufnahme eines Virions von Synechococcus-Phage SPM2, Gattung Nodensvirus

  - Spezies Nodensvirus spm2 (Synechococcus-Virus SPM2), mit Bacteriophage S-PM2 alias Synechococcus-Phage S-PM2[8][9]

- Gattung Ormenosvirus
  - Spezies Ormenosvirus syn9, mit Synechococcus phage syn9 (Synechococcus-Phage syn9) alias Bacteriophage Syn9 oder Cyanophage Syn9[10][11]
  - Spezies „Cyanophage Syn10“

- Gattung Palaemonvirus
  - Spezies Palaemonvirus pssm7 (Prochlorococcus-Virus PSSM7), mit Prochlorococcus phage P-SSM7

- Gattung Pontusvirus
  - Spezies Pontusvirus syn19, mit Synechococcus phage Syn19

- Gattung Potamoivirus
  - Spezies Potamoivirus cam4, mit Synechococcus phage S-CAM4 (S-CAM4.1 und S-CAM4.2(#))
  - Spezies Potamoivirus tusconj, mit Synechococcus phage ACG-2014j

- Gattung Ronodorvirus
  - Spezies Ronodorvirus pssm3 (Prochlorococcus-Virus PSSM3), mit
Prochlorococcus phage P-SSM3(#)
  - Spezies Ronodorvirus ssm4 (Prochlorococcus-Virus PSSM4), mit[12][9]
Prochlorococcus phage P-SSM4 alias Cyanophage P-SSM4 (Referenz, „Exemplar“)
Cyanophage P-RSM3
Cyanophage P-SS1

- Gattung Salacisavirus

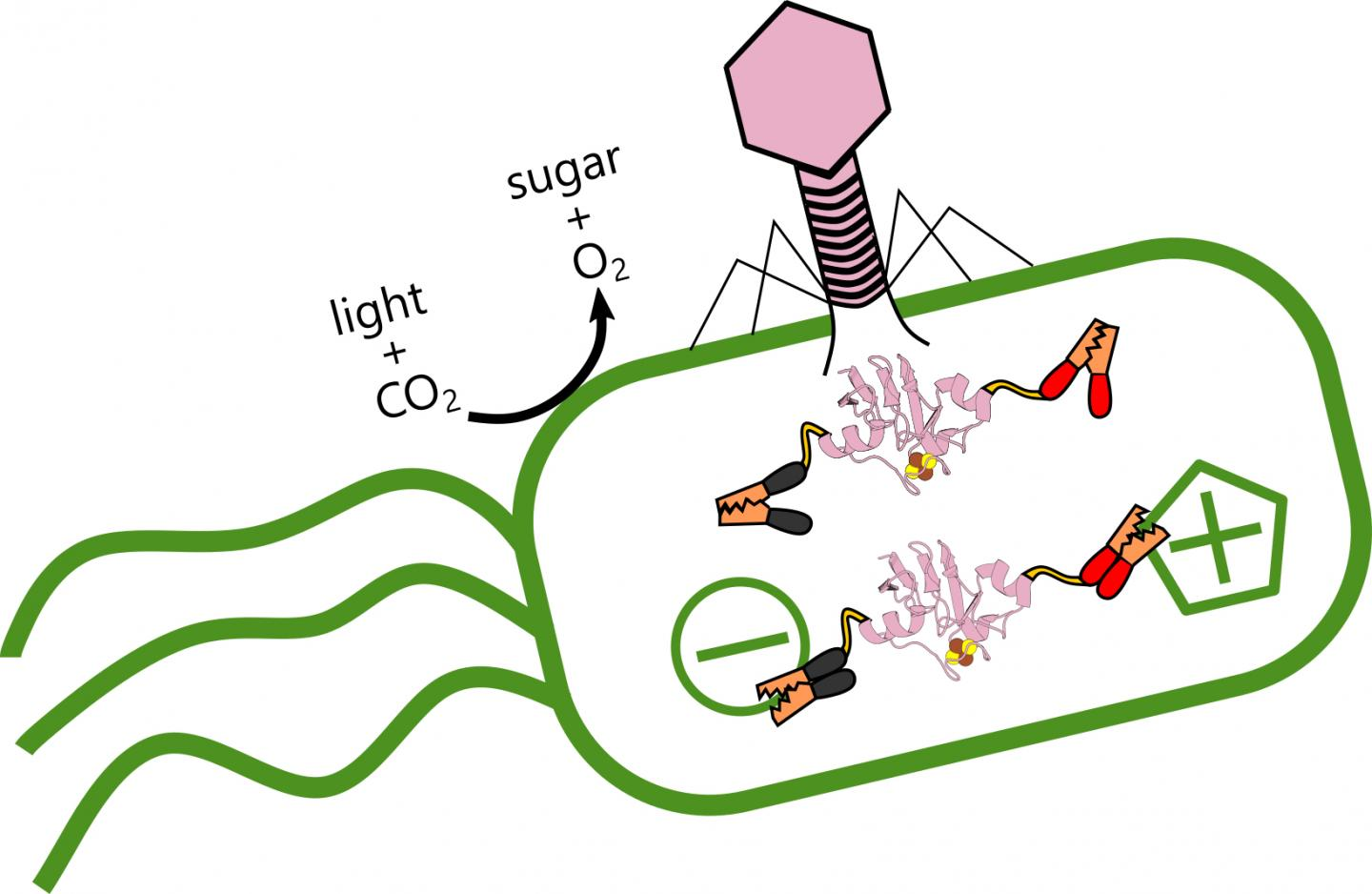
Wenn der Phage P-SSM2 Fd (rosa) das Cyanobakterium Prochlorococcus marinus infiziert, produziert er ein Ferredoxin-Protein, das sich in die bestehende elektrische Struktur des Bakteriums einhakt und seinen Stoffwechsel verändert.

  - Spezies Salacisavirus pssm2 (Prochlorococcus-Virus PSSM2, früher Myovirus P-SSM2) (Untergruppe 2.1),[16][17][18] mit
Prochlorococcus phage P-SSM2 (Prochlorococcus-Phage) P-SSM2 alias Cyanophage P-SSM2[9] – Subtyp Phage P-SSM2 Fd – Fd wie Ferredoxin, Wirt: Prochlorococcus marinus[19][20]
Prochlorococcus phage P-SSM5

- Gattung Scyllavirus
  - Spezies Scyllavirus aitchnine, mit Synechococcus phage S-H9-1

- Gattung Sedonavirus
  - Spezies Sedonavirus tusconh, mit Synechococcus phage ACG-2014h

- Gattung Serangoonvirus
  - Spezies Serangoonvirus essarone, mit Synechococcus phage S-SRM01

- Gattung Shandvirus
  - Spezies Shandvirus sb64, mit Synechococcus phage S-B64
  - Spezies Shandvirus sh35, mit Synechococcus phage S-H35

- Gattung Shenzhenivirus
  - Spezies Shenzhenivirus sszbm1, mit Synechococcus phage S-SZBM1

- Gattung Sokavirus
  - Spezies Sokavirus swam1, mit Synechococcus phage S-WAM1

- Gattung Tamkungvirus
  - Spezies Tamkungvirus ST4, mit Synechococcus phage S-T4 (Untergruppe 2.1)

- Gattung Tefnutvirus
  - Spezies Tefnutvirus siom18, mit Synechococcus phage S-IOM18

- Gattung Thaumasvirus
  - Spezies Thaumasvirus stim4, mit Cyanophage S-TIM4

- Gattung Thetisvirus (wohl zu unterscheiden von der Gattung Thetysvirus der Unterfamilie Mesomimiviridae , Fam. Mimiviridae)
  - Spezies Thetisvirus ssm1 (Synechococcus-Virus SSM1), mit Synechococcus phage S-SM1 (Synechococcus-Phage S-SM1) alias Cyanophage S-SM1[21][17][18]

- Gattung Vellamovirus
  - Spezies Vellamovirus rhodeisland44 (Synechococcus-Virus SRIM44), mit Cyanophage S-RIM44
  - Spezies Vellamovirus syn1 (Prochlorococcus-Virus Syn1), mit Prochlorococcus phage Syn1 (Prochlorococcus-Phage Syn1) (Untergruppe 2.1)

- Gattung Yellowseavirus[7]
  - Spezies Yellowseavirus thirtyeight, mit Synechococcus phage S-H38 (Synechococcus-Phage S-H38)

- Gattung Yushanluvirus[7]
  - Spezies Yushanluvirus satich, mit Synechococcus phage S-H9-2 (Synechococcus-Phage S-H9-2)

- Gattung Zhoulongquanvirus[7]
  - Spezies Zhoulongquanvirus esscess, mit Synechococcus phage S-SCSM1 (Synechococcus-Phage S-SCSM1)

Mit (#) sind Vertreter gekennzeichnet, die nach Iyer et al. (2021) nachweislich der Jumbo-Phagen-Untergruppe 2.1 angehören. Offenbar umfasst die ganze Familie diese Untergruppe T4-artiger Phagen.(zumindest deren Cyanophagen).

## Wirtsspektrum
Die Wirte der Kyanoviridae sind Cyanobakterien (Blaugrünbakterien, „Blaualgen“). Dazu gehören Vertreter der Ordnungen Prochlorales (Gattung Prochlorococcus) und Synechococcales (Gattung Synechococcus).
Die Taxonomie des NCBI ordnet vorschlagsgemäß den Ochrobactrum-Phagen vB_OspM_OC (gefunden in Abwasser in Polen) unter die  Kyanoviridae ein, obwohl sein Wirt, Ochrobactrum sp. POC9 zu den Alphaproteobakterien gehört. Der Phage wird nach Iyer et al. (2021) ebenfalls unter die Jumbo-Phagen-Untergruppe 2.1 klassifiziert, die insgesamt T4-ähnliche Viren der Cyanobakterien und Alphaproteobakterien umfasst.